# 軍事術語
軍事術語（英語：military terminology）一般簡稱軍語，係指在軍事組織中的專業人員之間（例如軍人）流通的術語，其目的是以縮略語的方式，使到溝通者能夠立刻理解其所代表的意義、法律用語、政治用語。

## 中國古代軍語
自殷商起，甲骨文就有軍語的記載，但此時期並沒有系統性的歸納整理。春秋戰國時代百家爭鳴，《孙子兵法》、《孙膑兵法》、《六韬》等眾多兵書，提出各種用兵及治軍之說，當然必須要利用專有名詞來指代，因而逐漸形成了中國的古代軍語，其中仍有一些直到現代仍在使用，如軍、旅、師、上將、敵情、法令、賞罰等。

## 現代軍語
隨著軍事的發展，有陸海空三軍聯合作戰的趨勢，軍語作出規範（全軍通用軍語與軍種專用軍語）及教則相當重要，故有軍語辭典和軍語釋要的出現。現代軍語在運用上已經相當成熟，世界上也有許多國家進行相互軍事交流，因此為了了解彼此所使用的軍語，當前大多數採用北約會員國間所使用的軍語辭典為準，再翻譯為自己的語言。冷戰結束後，再加進了俄羅斯的軍語。

## 兩岸軍語
由於歷史因素，1927年南昌起义後中華民國國軍（前身为国民革命军）與中國人民解放軍（前身为各种共军）开始分別發展，因此兩軍所使用的軍語不盡相同。
- 同字異義：例如戰機，在國軍指戰鬥機，在解放軍指戰鬥時機。
- 同義異字：例如步坦協同和步戰協同、自行火砲和自走砲、航空攝影和空照等。
- 無相對應：例如國軍所谓轉進、斥候，解放軍的所谓勞武結合、人民戰爭等。

## 外部連結
- 軍語釋要目錄
- 國軍簡明美華軍語辭典
- 外文軍語統一譯名通報一OO年增訂本 - 中華民國國防部
- 军事用语频道_四野军事网（简体中文）
- 美國國防部軍語字典（英文）